# Victoriano Bilbao
Victoriano Bilbao Elexpuru (Erandio, Vizcaya, España, 26 de julio de 1937) es un exfutbolista español que jugaba como portero.

## Trayectoria
Sus comienzos en el mundo del fútbol se sitúan en el equipo juvenil del Arenas Club. En las temporadas 1955/56 y 1956/57 pasa a formar parte de la primera plantilla del club, que juega en Tercera División.
El Club Atlético de Madrid se fija en él y lo ficha por cinco temporadas (1957/58 hasta la temporada 1961/62) para defender la portería del equipo madrileño. Formó parte del equipo que llegó a jugar las semifinales de la Copa de Europa de 1959. Durante los cinco años en los que perteneció al Atlético de Madrid, dos fue cedido al Rayo Vallecano, filial del Atlético por aquel entonces, y uno al C. D. Atlético Baleares.
En la temporada 1962/63 ficha por el Hércules de Alicante C. F. en el que, renovando año a año, permanece durante seis temporadas. En la temporada 1965/66, siendo entrenador Luis Belló, asciende a Primera División. Sin embargo, no consigue mantener la categoría, y vuelve a la Segunda División en la que juega en la temporada 1967/68, durante la que se habla más de problemas extradeportivos, y el Hércules vuelve a descender.
Victoriano Bilbao ficha entonces por el Burgos C. F. (1968/69 hasta 1971/72). Con este equipo también logra ascender a Primera División por primera vez en la historia del club.
Desde la temporada 1972/73 hasta la 1974/75, Victoriano Bilbao juega en el Barakaldo C. F., dejando de jugar en estos tres años, solamente un partido oficial. Esa última temporada se retira del fútbol profesional.

## Clubes
| Club                    | País   | Años      |
| Arenas Club             | España | 1955-1957 |
| Club Atlético de Madrid | España | 1957-1960 |
| Rayo Vallecano          | España | 1960-1961 |
| C. D. Atlético Baleares | España | 1961-1962 |
| Hércules C. F.          | España | 1962-1968 |
| Burgos C. F.            | España | 1968-1972 |
| Barakaldo C. F.         | España | 1972-1975 |